# Hörnefors landskommun
Hörnefors landskommun var en tidigare kommun i Västerbottens län. Centralort var Hörnefors och kommunkod 1952–73 var 2402.

## Administrativ historik
Hörnefors landskommun bildades den 1 januari 1914 (enligt beslut den 20 december 1912) genom utbrytning av områden ur Nordmalings och Umeå landskommuner i Ångermanland respektive Västerbotten. Från Umeå landskommun utbröts hemmanen Bjänberg nr 1-4, Bjurå nr 1-2, Degerbäcken, Fjällholm, Frängstorp nr 1-2, Grubbsvedjan nr 1-2, Hammartorp, Häggnäs nr 1-2, Höglund, Hörneå nr 1-7, Norrmjöle nr 1-5, Nyland, Stugunäs, Sörmjöle nr 1-6, Tredingen nr 1-2 samt Åheden nr 1 -2, jämte Hörnefors bruk och sulfitfabrik. Från Nordmalings landskommun utbröts hemmanen Norrbyn nr 1-4, Sörbyns skifteslag (bestående av 1/4 mantal Sörbyn nr 1 och den så kallade Håknäs utmark: 3/32 mantal av Håknäs nr 1, 1/16 mantal av Håknäs nr 2, 1/24 mantal av Håknäs nr 3, 3/32 mantal av Håknäs nr 4, 7/48 mantal av Håknäs nr 5, och 1/24 mantal av Håknäs nr 6), Ängersjö nr 1-3 jämte Mo ångsåg. Hörnefors utbröts även till en egen jordebokssocken (Hörnefors socken) den 1 januari 1914.
Kommunreformen 1952 påverkade inte indelningarna i området, då varken Västerbottens eller Norrbottens län berördes av reformen.
Hörnefors kommunkontor, ritat av arkitekterna Axel Grönwall och Ernst Hirsch 1955, invigdes i december 1957.
Den 16 maj 1941 inrättades Hörnefors municipalsamhälle inom kommunen, vilket upplöstes den 1 januari 1958.
År 1971 infördes enhetlig kommuntyp och Hörnefors landskommun ombildades därmed, utan någon territoriell förändring, till Hörnefors kommun. Kommunen kom att ingå i Umeå kommunblock och gick upp i Umeå kommun år 1974.

### Kyrklig tillhörighet
I kyrkligt hänseende tillhörde landskommunen Hörnefors församling, bildad 1 maj 1913.

## Kommunvapen
Blasonering: I rött fält en bjälke av guld, belagd med två röda kugghjul, åtföljd nedtill av ett järnmärke och upptill av en propeller, allt av guld.
Detta vapen fastställdes av Kungl. Maj:t den 21 juli 1948. Se artikeln om Umeå kommunvapen för mer information.

## Geografi
Hörnefors landskommun omfattade den 1 januari 1952 en areal av 297,60 km², varav 291,60 km² land.

### Tätorter i kommunen 1960
| Tätort    | Folkmängd |
| --------- | --------- |
| Hörnefors | 2 079     |
| Norrbyn   | 273       |

Tätortsgraden i kommunen var den 1 november 1960 65,1 procent.

## Politik

### Mandatfördelning i valen 1938-1970

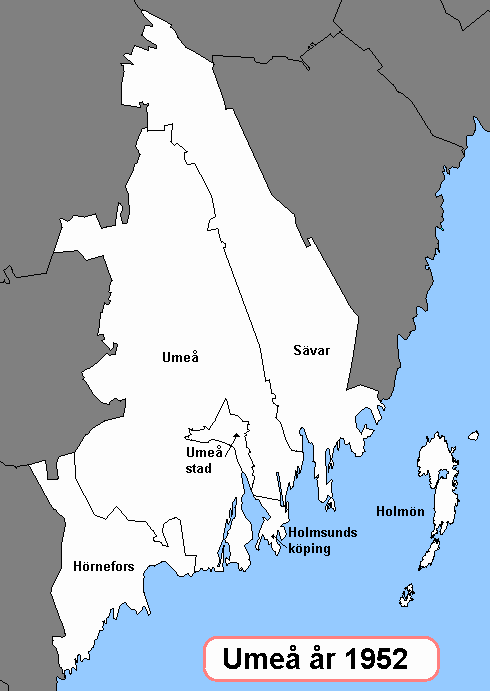
Kommuner runt Umeå år 1952.
Om inget annat anges är det en landskommun.

| 18 |  | 6 |

| 23 |

| 18 | 4 | 3 |

| 22 |

| 18 | 6 |  |

| 22 |

| 17 | 3 | 5 |

| 22 |

| 17 | 2 | 4 | 2 |

| 22 |

| 17 | 2 | 3 | 3 |

| 22 |

| 18 | 2 | 3 | 2 |

| 22 |

| 17 | 4 | 3 |  |

| 24 |

| 17 | 5 | 2 |  |

| 22 |